# Kōshirō Ishida

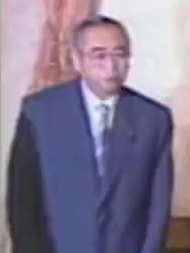

Kōshirō Ishida  (japanisch 石田 幸四郎 Ishida Kōshirō; geboren 22. August 1930 in Sapporo, Hokkaidō; gestorben 18. September 2006 in Nagoya, Aichi) war ein japanischer Politiker.

## Leben und Wirken
Kōshirō Ishida schloss sich der Sōka Gakkai an, während er die Fakultät für Handelslehre der Meiji-Universität besuchte. Nach dem Universitätsabschluss 1954 nahm er eine Arbeit bei der der Sōka Gakkai nahestehenden Zeitung „Seikyō Shimbun“ (聖教新聞) auf.
Nachdem Ishida als Leiter der Abteilung für Männer der Sōka Gakkai gearbeitet hatte, kandidierte er 1967 für die Kōmeitō bei den Wahlen zum Repräsentantenhaus im damaligen 6. Wahlkreis von Aichi und wurde gewählt. Er wurde dann 9 Mal wiedergewählt, zuletzt 1996 bei der neu geschaffenen Verhältniswahl im Block Tōkai. 1989 wurde er der 5. Vorsitzende der Kōmeitō und löste damit Yano Yun’ya (矢野 絢也; * 1932) ab. Zusammen mit dem Kōmeitō-Generalsekretär Ichikawa Yūichi (市川 雄一; 1935–2017) führte er die Partei auf die „LDP-Kōmeitō-DSP-Linie“ (自公民路線 Ji-Kō-Min-rosen), eine parlamentarische Zusammenarbeit mit der Demokratisch-Sozialistischen Partei und der weiter alleine regierenden Liberaldemokratischen Partei, die durch ihre Niederlage bei der Senatswahl 1989 die Gesetzgebungsmehrheit im Parlament verloren hatte („verdrehtes Parlament“). 1992 wurde im Zusammenhang mit den Bemühungen der Vereinten Nationen für Friedenstruppen das PKO-Kooperationsgesetz (PKO協力法 PKO-kyōryoku-hō) erlassen, auf dessen Grundlage (abgesehen von der Bündnisunterstützung durch Minenräumer im Zweiten Golfkrieg 1991) Japans erste militärische Auslandseinsätze erfolgten.
1993 beteiligte sich die Kōmeitō an der Regierung von Hosokawa Morihiro, Ishida wurde als Leiter der Sōmu-chō („Behörde für allgemeine Angelegenheiten“, englisch „Management and Coordination Agency“) Minister. Dieses Amt übernahm er auch im auf Hosokawas Rücktritt folgenden Kabinett Hata.
Als 1994 die Neue Fortschrittspartei gegründet wurde, kam es zur Spaltung der Kōmeitō. Ishida wechselte zur neuen Partei, wo er als stellvertretender Vorsitzender fungierte. 2000 zog er sich aus der Politik zurück.